# Ne rodis krasivoy
Ne rodis krasivoy (em russo: Не родись красивой) é uma telenovela russa produzida e exibida pela STS, cuja transmissão ocorreu em 2005. É uma adaptação da trama colombiana Yo soy Betty, la fea, escrita por Fernando Gaitán.

## Elenco
- Nelly Uvarova - Katya Pushkaryova
- Grigory Antipenko - Аndrey Zhdanov
- Pyotr Krasilov - Roman Malinovsky
- Mikhail Zhigalov - Valéria
- Irina Muravyova - Yelena

## Exibição
- STS (transmissão original)
- 1+1 e Novyi Kanal
- TV9
- Canal 31
- ONT e Belarus-1
- Israel Plus